# اليوم الوطني (جرينلاند)

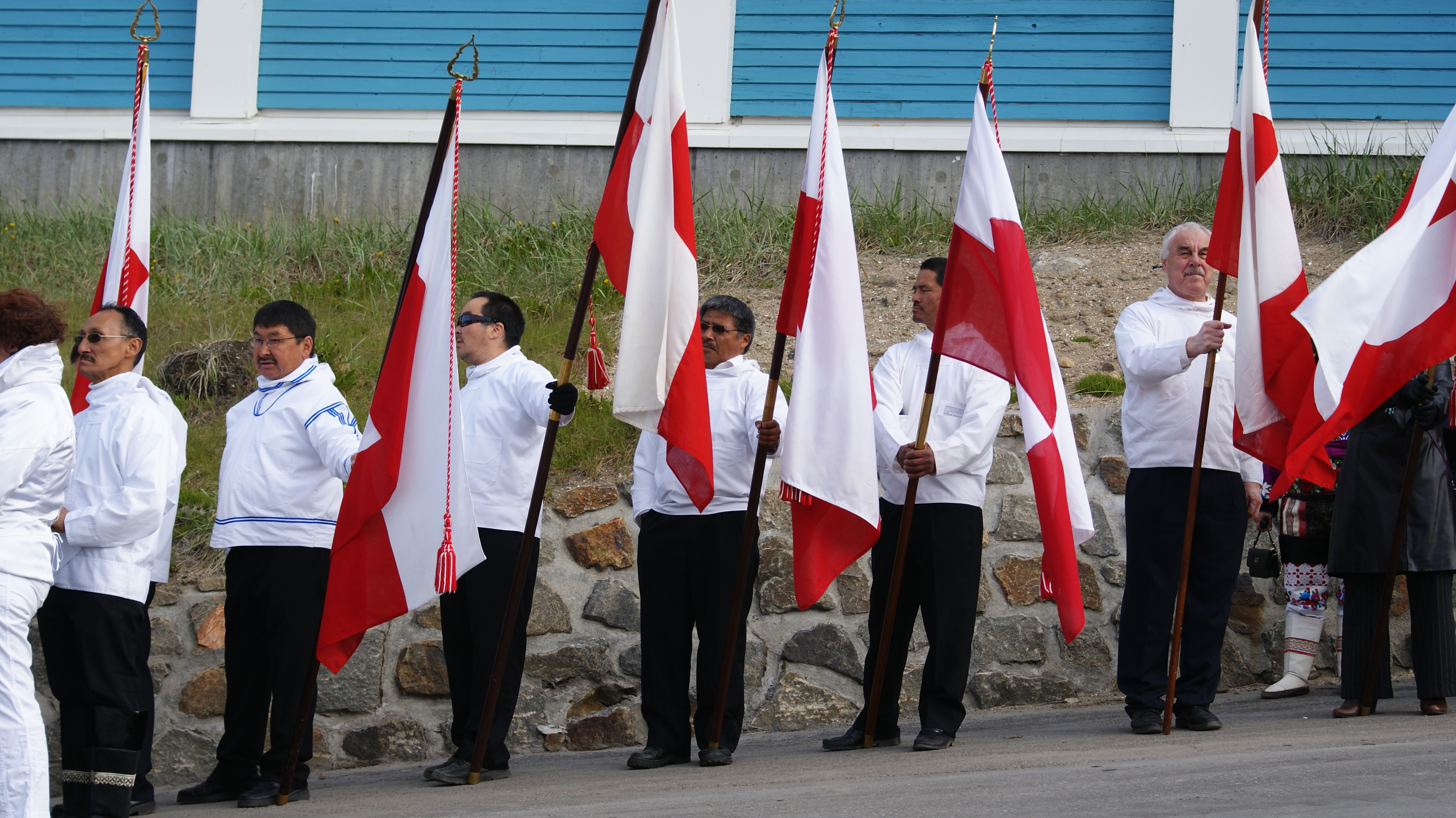
احتفالات اليوم الوطني في سيسيميوت في 21 يونيو 2010، في الذكرى السنوية الأولى لتأسيس الحكم الذاتي عام 2009 بعد استفتاء جرى عام 2008.

يصادف اليوم الوطني لجرينلاند (بالجرينلاندية: Ullortuneq) يوم 21 يونيو من كل عام، وهو يوم الهويّة الوطنيّة لجرينلاند. تم اعتماد هذا اليوم منذ عام 1985، وفي هذا التاريخ حصلت جرينلاند أيضاً على الحكم الذاتي عام 2009 بعد الاستفتاء سنة 2008.
يتم الاحتفال باليوم الوطني في جميع بلديات جرينلاند، وتشمل الأنشطة المفضلة للسكان مثل الغناء الصباحي وصنع القهوة ورفع العلم وإلقاء الخطب، بالإضافة إلى العروض الثقافية مع الرقص الشعبي والموسيقى والتجديف بالكياك.
اعتباراً من عام 2016، أصبح اليوم الوطني لجرينلاند هو أيضاً يوم العلم في الدنمارك، حيث ترفع سلطات الدولة علم جرينلاند.